# 圣洛伦索萨瓦利
圣洛伦索萨瓦利，是西班牙加泰罗尼亚巴塞罗那省的一个市镇。总面积41平方公里，总人口2401人（2013年），人口密度58人/平方公里。